# Mojoj mami umesto maturske slike u izlogu
Mojoj mami umesto maturske slike u izlogu je prvi studijski album novosadskog sastava Rani mraz objavljenog 1979. godine.
Sastav su u ovom periodu činili Đorđe Balašević i Biljana Krstić. Rani mraz je prethodno napustio Bora Đorđević, a uoči snimanja albuma sastav napušta i Verica Todorović.

## Popis pjesama
1. Uvod (5:51)
2. Sve je dobro kad se dobro svrši (2:27)
3. Drago mi je zbog mog starog (3:00)
4. Jedan Saša iz voza (3:11)
5. Uticaj rođaka na moj životni put (3:18)
6. Mnogo mi znači to (2:57)
7. Neki novi klinci (4:21)
8. Stara pesma (2:20)
9. Moj frend ima rock & roll band(2:13)
10. Brakolomac (3:04)
11. Prodaje se prijatelj (4:00)